# Akiba Tomoichirō
Akiba Tomoichirō (jap. 秋葉 朝一郎; * 1903; † 1983) war ein japanischer Mediziner. Akiba entdeckte 1959, dass Bakterien, die bereits resistent gegenüber Arzneimitteln sind, diese Eigenschaft auch an andere Bakterien weitergeben können, selbst, wenn sie nicht mit diesen verwandt sind. Seine Forschungen wurden durch den Paul-Ehrlich-und-Ludwig-Darmstaedter-Preis 1980 gewürdigt, den er zusammen mit Hamao Umezawa erhielt.

## Leben
Akiba studierte Medizin und Mikrobiologie und war zwischen 1944 und 1963 Professor an der medizinischen Fakultät der Universität Tokio. Nach seiner Emeritierung arbeitete er bis 1973 im Nihon-Forschungsinstitut. Seit 1970 war er Vorstand der Pharmazeutischen Kyōritsu-Fachhochschule (heute: Pharmazeutische Fakultät der Keiō-Universität). Er gehörte zu den Gründern Japanischen Gesellschaft für Medizinische Mykologie.

## Schriften (Auswahl)
- Tomoichiro Akiba, Kotaro Koyama, Yoshito Ishiki, Sadao Kimura, Toshio Fukushima: ON THE MECHANISM OF THE DEVELOPMENT OF MULTIPLE‐DRUG‐RESISTANT CLONES OF SHIGELLA. In: Japanese Journal of Microbiology. Band 4, Nr. 2, 1960, S. 219–227, doi:10.1111/j.1348-0421.1960.tb00170.x (englisch).
- Masanosuke Yoshikawa, Tomoichiro Akiba: STUDIES ON TRANSFERABLE DRUG RESISTANCE IN BACTERIA. In: Japanese Journal of Microbiology. Band 5, Nr. 4, 1961, S. 465, doi:10.1111/j.1348-0421.1961.tb00224.x.
- Yoshiro Terawaki, Hisao Takayasu, Tomoichiro Akiba: Thermosensitive Replication of a Kanamycin Resistance Factor. In: Journal of Bacteriology. Band 94, Nr. 3, 1967, S. 687–690 (englisch, asm.org).